# 森永宮崎乳業
森永宮崎乳業株式会社（もりながみやざきにゅうぎょう）は、かつて宮崎県宮崎市に本社を置いていた、森永乳業関連の牛乳の製造を行うメーカーである。2009年9月末をもって会社は解散した。
宮崎乳業の解散後、森永乳業は九州内での生産を関連会社の熊本森永乳業（熊本県）、九州森永乳業（福岡県、2011年10月解散）の2拠点に集約している。

## 沿革
- 1958年3月7日 - 会社設立[3][4]
- 2009年9月末 - 解散[3][4]

## かつての事業所
- 工場
  - 宮崎工場 宮崎県宮崎市郡司分甲1277-1
- 営業所
  - 高千穂営業所 宮崎県西臼杵郡高千穂町大字三田井6540-1